# هاوال اچ۶
هاوال اچ۶ (به انگلیسی: Haval H6) یک اس‌یووی که از سال ۲۰۱۱ توسط سازنده چینی گریت وال تولید شده‌است.
این خودرو در نمایشگاه شانگهای معرفی شد. این خودرو یک کراس اوور است،این خودرو در گونه‌های تک دیفرانسیل و چهار چرخ متحرک ساخته می‌شود. این جانشین گریت وال پگاسوس است؛ و بعداً به هاوال اچ۶ تغییر نام داد و مجدداً برای لوگوی هاوال طراحی شده‌است. از اکتبر سال ۲۰۱۵ هاوال اچ۶ پرفروش‌ترین اس‌یووی در چین است. نزدیک به دو سال است که هاوال اچ۶ یکی از پرفروش‌ترین خودروها در چین بوده‌است.

## نسل اول (۲۰۱۱–اکنون)

### امکانات رفاهی

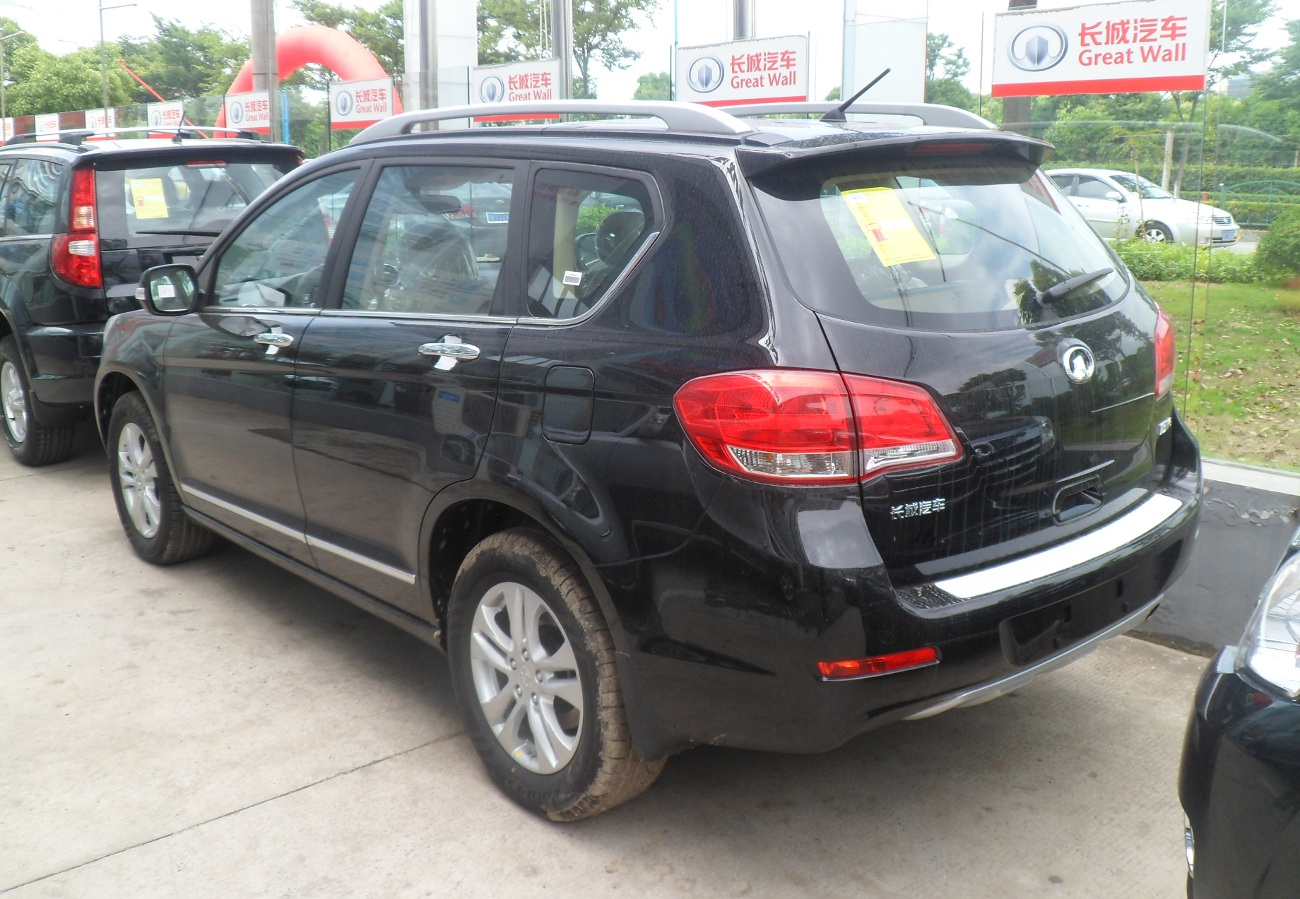
نمای عقب

در سطح تریم بالایی می‌توان به ساختار بدنه با مقاومت بالا، کیسه‌های هوای جلویی، جانبی و پرده ای، سیستم کمک ترمز، سیستم نظارت بر فشار تایر، سنسور پارکینگ و دوربین معکوس، ورود بدون کلید، سنسور نور و باران مجهز شد. سیستم بی‌سیم بلوتوث و صفحه نمایش لمسی ۷ اینچی با سیستم چندرسانه ای دی وی دی. همچنین می‌توان به صندلی قابل تنظیم ۱۰ جهته راننده، گرمکن صندلی‌های جلو، صندلی‌های چرمی ، کنترل آب و هوا با دریچه‌های هوای صندلی‌های عقب، اتولایت (چراغهای جلو اتوماتیک)، کروز کنترل و چرخ‌های آلومینیومی ۱۷ اینچی مجهز کرد.
این نیروگاه از طیف وسیعی از موتورهای بنزینی توربوشارژ یا موتورهای دیزلی ریلی مشترک استفاده می‌شود که قادر به رعایت استانداردهای انتشار یورو ۷ هستند و می‌توانند به سیستم شروع و توقف مجهز شوند. این دستگاه دارای چهار ترمز دیسک با ABS و EBD ، کنترل پایداری الکترونیکی (ESC)، سیستم تعلیق جلو مستقل از استیکر MacPherson و سیستم تعلیق عقب مستقل با فنر دو بازوی و نوار پیچشی و سیستم هوشمند چهار چرخ محرک است.
از مؤلفه‌های تولید شده از تولیدکنندگان مشهور اروپایی و آمریکایی مانند Bosch (کنترل کشش) استفاده می‌کند، دلفی (الکترونیک دیزل) , بورگ وارنر (سیستم چهارچرخ محرک), و هانیول (توربوشارژر).

### ایمنی
در آوریل ۲۰۱۲ در تست تصادف متشکل از سه نوع تصادف، به هاوال اچ۶ با پنج ستاره از پنج امتیاز، اهدا شد

### درون خودرو
در نقد و بررسی مجله ایتالیایی آل ولانته، از هاوال اچ۶ بخاطر فضای داخلی راحت و جادار، وقف غنی با ویژگی‌ها و قیمت پایین آن در برابر رقبای اروپایی، کره ای و ژاپنی قدردانی شد؛ ولی این خودرو به دلیل گیربکس تنبل خود، کمبود نیرو موتور دیزل در دوربرگردان و استفاده از پلاستیک سفت و سخت در داشبورد، مورد انتقاد قرار گرفت.
همچنین از محفظه بزرگ چمدان خود، صندلی‌های تاشو عقب و سایز بزرگ آن بهره می‌برد.

### نگارخانه
- گریت وال اچ۶ در نمایشگاه خودروی شانگهای چین
- نسل اول برچسب قرمز هاوال اچ۶
- نمای جلوی نسل اول برچسب آبی هاوال اچ۶
- نمای عقب نسل اول برچسب آبی هاوال اچ۶
- نمای جلوی نسل اول برچسب قرمز هاوال اچ۶ اسپرت
- نمای عقب نسل اول برچسب قرمز هاوال اچ۶ اسپرت
- نمای جلوی نسل دوم برچسب آبی هاوال اچ۶
- نمای عقب نسل دوم برچسب آبی هاوال اچ۶

## نسل دوم (۲۰۱۷–اکنون)
نسل دوم هاوال اچ۶ براساس همان سکوی پیشینی خود یعنی نسل اول هاوال اچ۶ ساخته شده‌است. با این حال، نسخه‌های کم مصرف نسل اول هاوال اچ۶ به عنوان یک مدل بودجه که در زیر نسل دوم قرار دارد ادامه خواهد یافت. نسل دوم هاوال اچ۶ نیز دارای پلتفرم مشابه وی VV5 است.

### نگارخانه
- نمای جلو برچسب آبی نسل دوم هاوال اچ۶
- نمای عقب برچسب آبی نسل دوم هاوال اچ۶
- نمای جلو برچسب قرمز نسل دوم هاوال اچ۶
- نمای عقب برچسب قرمز نسل دوم هاوال اچ۶

## نسل سوم (2020)
نسل سوم هاوال H6 در نمایشگاه خودروی چنگدو 2020 معرفی شد و هاوال پیش‌فروش این مدل را در ژوئیه 2020 آغاز کرد.
این نسخه جدید هاوال H6 اولین مدل این برند است که بر اساس پلتفرم لیمون ساخته شده است. در این نسل، H6 از دو گزینه موتور توربوشارژ 1.5 لیتری و 2.0 لیتری بهره می‌برد. موتور 1.5 لیتری توربو یک نسخه بهبود یافته از موتور قبلی است و قادر به تولید حداکثر 169 اسب بخار قدرت و 285 نیوتن‌متر گشتاور است. موتور 2.0 لیتری توربو نیز یک موتور جدید از سوی GWM است که با بازده حرارتی 38 درصد، حداکثر 224 اسب بخار قدرت و 385 نیوتن‌متر گشتاور تولید می‌کند. جعبه‌دنده نسل سوم H6 یک جعبه‌دنده دوکلاچه 9 سرعته جدید است. علاوه بر این، در این نسل، تغییرات قابل توجهی در طراحی خارجی و داخلی H6 ایجاد شده است.

## هاوال H6 هیبریدی
هاوال H6 هیبرید از یک پیشرانه هیبریدی بنزینی-الکتریکی استفاده می‌کند که قدرت آن توسط یک موتور ۱.۵ لیتری چهار سیلندر توربوشارژ و یک موتور الکتریکی تأمین می‌شود. موتور بنزینی این خودرو ۱۴۸ اسب بخار قدرت و ۲۳۰ نیوتن‌متر گشتاور تولید می‌کند، در حالی که موتور الکتریکی قادر به تولید ۱۷۴ اسب بخار قدرت و ۳۰۰ نیوتن‌متر گشتاور است. این سیستم هیبریدی با یک باتری لیتیوم-یونی ۱.۶۹ کیلووات ساعتی و گیربکس DHT که دو ضریب دنده دارد، کار می‌کند.  

بر اساس چرخه ترکیبی، مصرف سوخت این خودرو به طور متوسط ۵.۲ لیتر در هر ۱۰۰ کیلومتر گزارش شده است که این میزان مصرف، قابل‌توجهی نسبت به مدل بنزینی دیفرانسیل جلو (۷.۴ لیتر/۱۰۰ کیلومتر) و مدل چهارچرخ محرک (۸.۳ لیتر/۱۰۰ کیلومتر) همین خودرو دارد. در مقایسه با رقبای هیبریدی جهانی در این کلاس، مصرف سوخت هاوال H6 هیبرید با رقبا نظیر تویوتا راو ۴ هیبرید (۴.۸ لیتر/۱۰۰ کیلومتر)، هوندا CR-V e:HEV (۵.۵ لیتر/۱۰۰ کیلومتر) و نیسان X-TRAIL e-POWER (۶.۱ لیتر/۱۰۰ کیلومتر) رقابت می‌کند. شتاب صفر تا صد این خودرو ۸.۵ ثانیه است و بیشترین سرعت آن به ۱۸۰ کیلومتر بر ساعت می‌رسد.
این خودرو با باک سوخت ۶۱ لیتری، سیستم تعلیق مالتی لینک مستقل در عقب و مکفرسون در جلو نیز به بازار عرضه می‌شود.